# 新富町立富田小学校
新富町立富田小学校（しんとみちょうりつ とんだしょうがっこう）は、宮崎県児湯郡新富町富田東1丁目にある公立小学校である。

## 概要
- 児童数：649名
- 学級数：通常21 特別支援4
（2021年9月16日現在）[1]

## 教育方針
教育目標
「心豊かに知性をみがき、郷土を愛するたくましい子どもの育成」
目指す児童像
「進んで勉強する子ども、仲よく助け合う子ども、元気よく活動する子ども」

## 沿革

### 富田小学校
- 1885年（明治18年）7月1日 - 宮之首、六反田、新馬場、江梅瀬の4校舎を合併し、「八幡尋常小学校」を創立。
- 1901年（明治34年）4月21日 - 「富田尋常高等小学校」に改称。
- 1925年（大正14年）4月4日 - 運動場を設置。
- 1941年（昭和16年）4月1日 - 国民学校令の施行により、「富田国民学校」に改称。
- 1947年（昭和22年）4月1日 - 学制改革（六・三制の実施）により、高等科を廃止の上「富田村立富田小学校」となる。
- 1959年（昭和34年）3月31日 - 新富町の発足により、「新富町立富田小学校」に改称。
- 1961年（昭和36年）8月20日 - 防音永久校舎の第1期工事が竣工。
- 1962年（昭和37年）5月15日 - 防音永久校舎の第2期工事が竣工し、旧校舎を撤去。
- 1963年（昭和38年）11月 - 水泳用プールを建設。
- 1966年（昭和41年）7月22日 - 健康優良学校の県1位となり、表彰を受ける。
- 1972年（昭和47年）1月25日 - 防音設備がある講堂を新築。
- 1972年（昭和47年）9月30日 - 校舎に完全冷暖房施設を完備。
- 1973年（昭和48年）12月25日 - 給食室にガス釜を設置。
- 1984年（昭和59年）11月30日 - 創立100周年記念式典を挙行。
- 1993年（平成5年）7月20日 - 校舎を大規模改修（屋上屋根取付、教室、１～３階便所）。
- 1993年（平成6年）7月20日 - 校舎を大規模改修（１階教室、２階教室）。
- 1994年（平成7年）6月28日 - 校舎を大規模改修（防音サッシ取替）。
- 2005年（平成17年）6月24日 - 防犯システム、センサー及びカメラを設置。
- 2008年（平成20年）9月30日 - 校舎耐震工事が完成。
- 2012年（平成24年）4月5日 - 追分地区の児童がタクシー通学を開始。
- 2013年（平成25年）3月25日 - 新富町平和公園内に移設した忠霊塔の跡地造成地に簡易駐車場を設置。
- 2015年（平成27年）3月2日 - 給食室で火災発生[要出典]。
- 2021年（令和3年）3月24日 - 新講堂（RC造、延床面積1215.0m2）が落成。

### 追分分校
- 1947年（昭和22年）8月10日 - 複式1・2年の1学級を「追分分校」として創設。
- 1947年（昭和22年）10月6日 - 複式3・4年の1学級を増設。
- 1957年（昭和32年）11月10日 - 給食調理室を設置し、A型給食を開始。
- 1966年（昭和41年）3月31日 - 防音永久校舎工事が竣工。
- 1978年（昭和53年）7月28日 - プールを新設。
- 1980年（昭和55年）11月6日 - 運動場の整備が完了。
- 1997年（平成9年）5月4日 - 創立50周年記念式典を挙行。
- 2000年（平成12年）2月7日 - 都農東小学校内野々分校と分校サミットを開催。
- 2002年（平成14年）10月23日 - 校名柱を県道入り口に設置。
- 2012年（平成24年）
  - 3月16日 - 閉校式を挙行。
  - 3月31日 - 閉校。
  - 5月4日 - 閉校イベントを挙行。

### ルピナス学園分校
- 1969年（昭和44年）4月1日 - 富田小学校に「ルピナス学園特殊学級」が許可される[2]。
- 1973年（昭和48年）4月1日 - 「ルピナス学園分校」に昇格[2]。
- 1979年（昭和54年）3月31日 - 宮崎県立児湯養護学校（現・宮崎県立児湯るぴなす支援学校）の開校に伴い、本分校を閉校。

## 通学区域
- 大字上富田の全域
- 大字下富田の全域（字二ツ立浦を除く）
- 大字三納代の全域
- 大字新田字平伊倉の一部
- 大字日置の全域
- 富田1丁目、富田2丁目の全域
- 富田東1丁目、富田東2丁目、富田東3丁目の全域
- 富田西1丁目、富田西2丁目、富田西3丁目の全域
- 富田南1丁目、富田南2丁目、富田南3丁目、富田南4丁目の全域[3]

## 交通
最寄りの鉄道駅
JR日豊本線 日向新富駅より1.1km（徒歩14分）
最寄りのバス停
宮崎交通バス 高鍋線（三納代経由） 「富田八幡」バス停より30m（徒歩1分）
最寄りの道路
宮崎県道306号今別府八幡線 「富田八幡」交差点

## 周辺
- 新富町立富田中学校
- 宮崎県立児湯るぴなす支援学校